# Białoruś
Białoruś, Republika Białorusi (biał. Беларусьⓘ, Рэспубліка Беларусьⓘ, Bielarus’, Respublika Bielarus; ros. Белоруссия lub Беларусь, Республика Беларусь) – państwo w Europie Wschodniej. Graniczy z Polską, Litwą, Łotwą, Rosją i Ukrainą. W odróżnieniu od swoich sąsiadów nie ma dostępu do morza. Jest największym pod względem powierzchni państwem śródlądowym w Europie.

Położenie Białorusi w Europie

Białoruska SRR była członkiem założycielem ONZ i członkiem 8 organizacji wyspecjalizowanych ONZ; obok Rosyjskiej FSRR i Ukraińskiej SRR była jedną z trzech republik radzieckich będących podmiotem prawa międzynarodowego. W 1991 Białoruś ogłosiła niepodległość. Jest członkiem organizacji regionalnych i subregionalnych, tj. WNP, EUG, ZRiB i OBWE.

## Historia
Korona Królestwa Polskiego
     Prusy – lenno Królestwa Polskiego
     Wielkie Księstwo Litewskie
     Inflanty – posiadłość Korony i Litwy
     Kurlandia – lenno Rzeczypospolitej

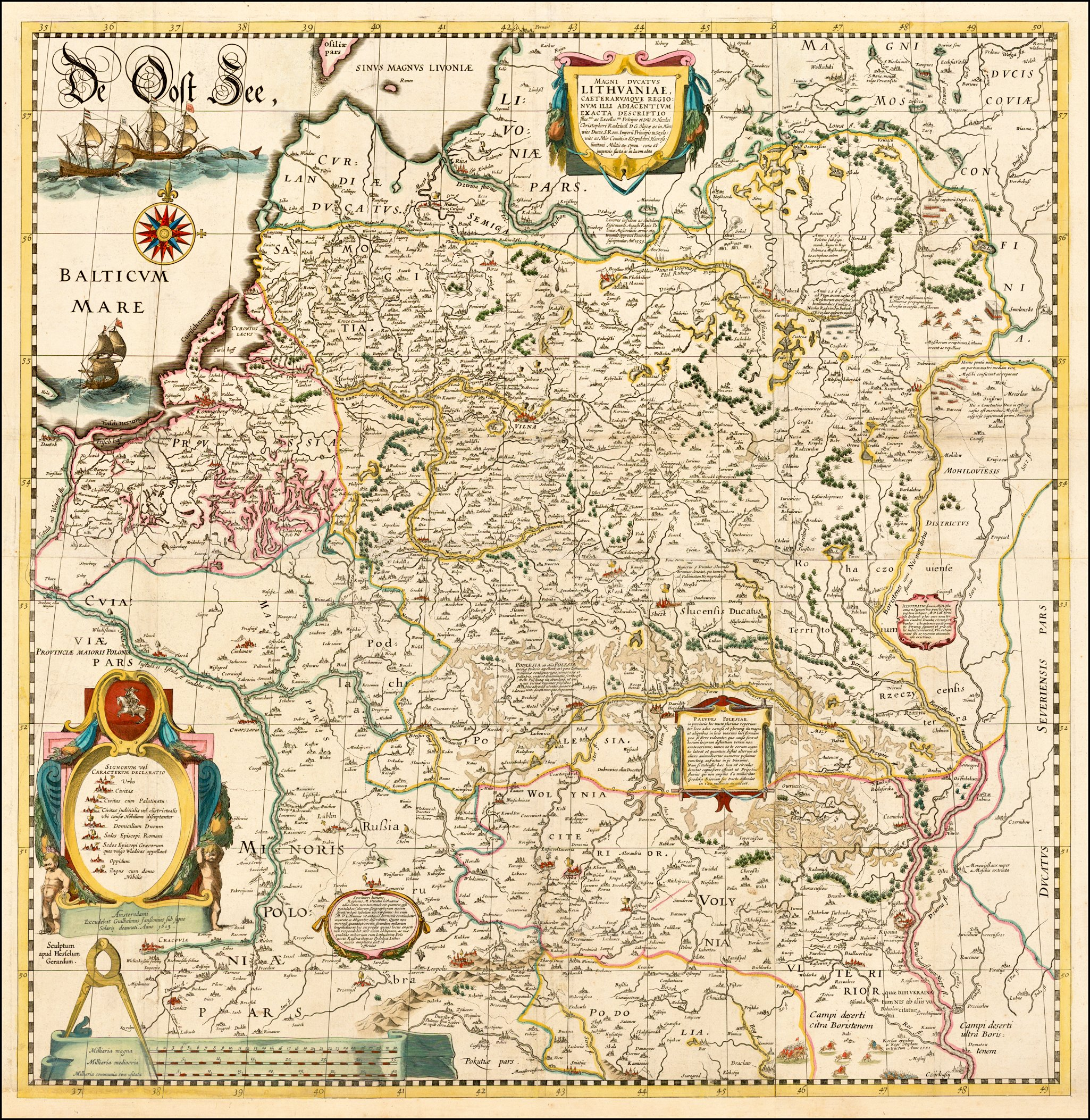
„Mapa radziwiłłowska” Wielkiego Księstwa Litewskiego, rys. Tomasz Makowski, wyd. Willem Blaeu, 1635

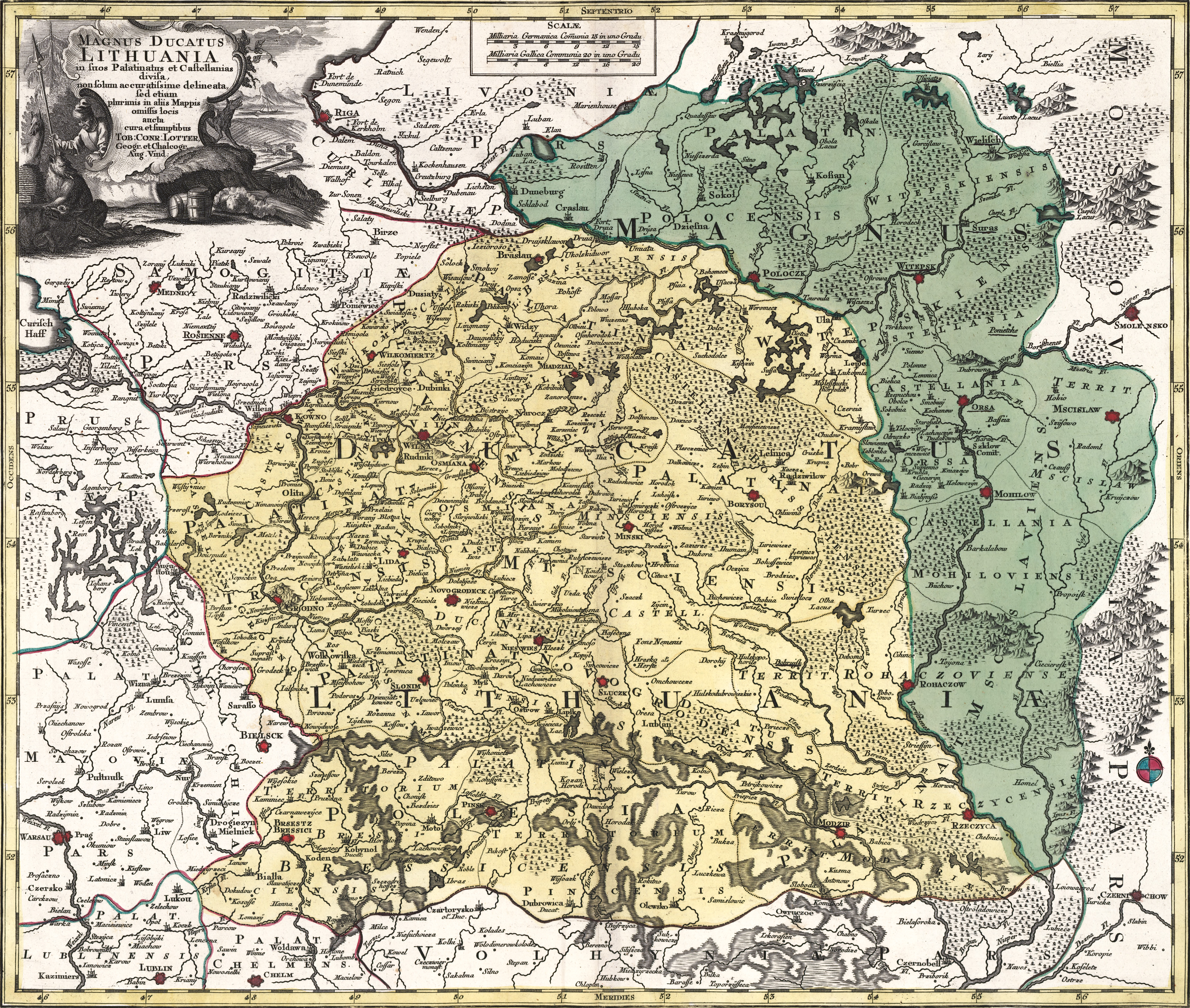
Mapa Wielkiego Księstwa Litewskiego po I rozbiorze, rys. Tobias Lotter, 1780

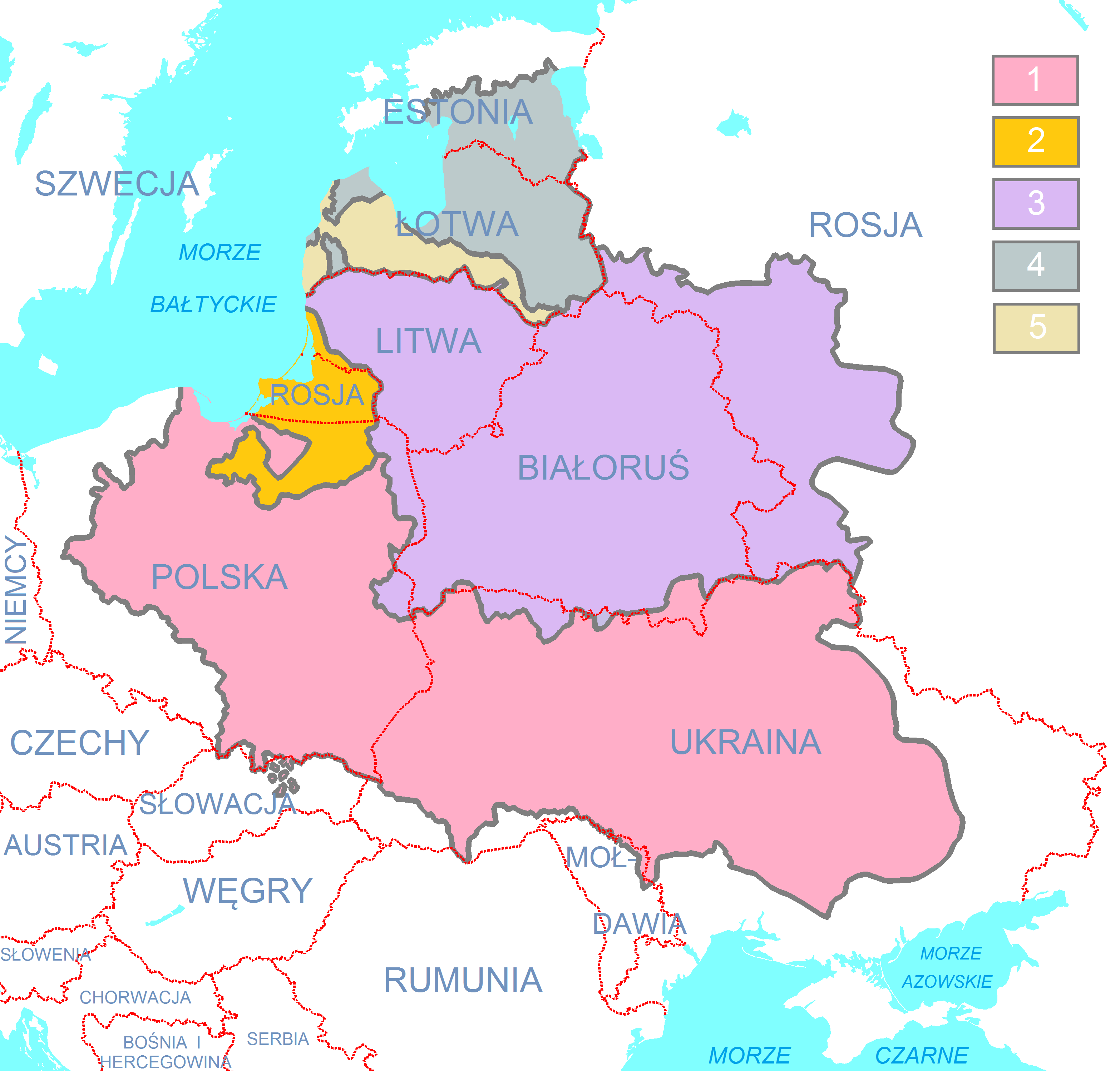
Zasięg terytorialny Rzeczypospolitej Obojga Narodów w 1619 na tle współczesnej mapy Europy (w tym Białorusi).
Legenda:
Korona Królestwa Polskiego
Prusy – lenno Królestwa Polskiego
Wielkie Księstwo Litewskie
Inflanty – posiadłość Korony i Litwy
Kurlandia – lenno Rzeczypospolitej

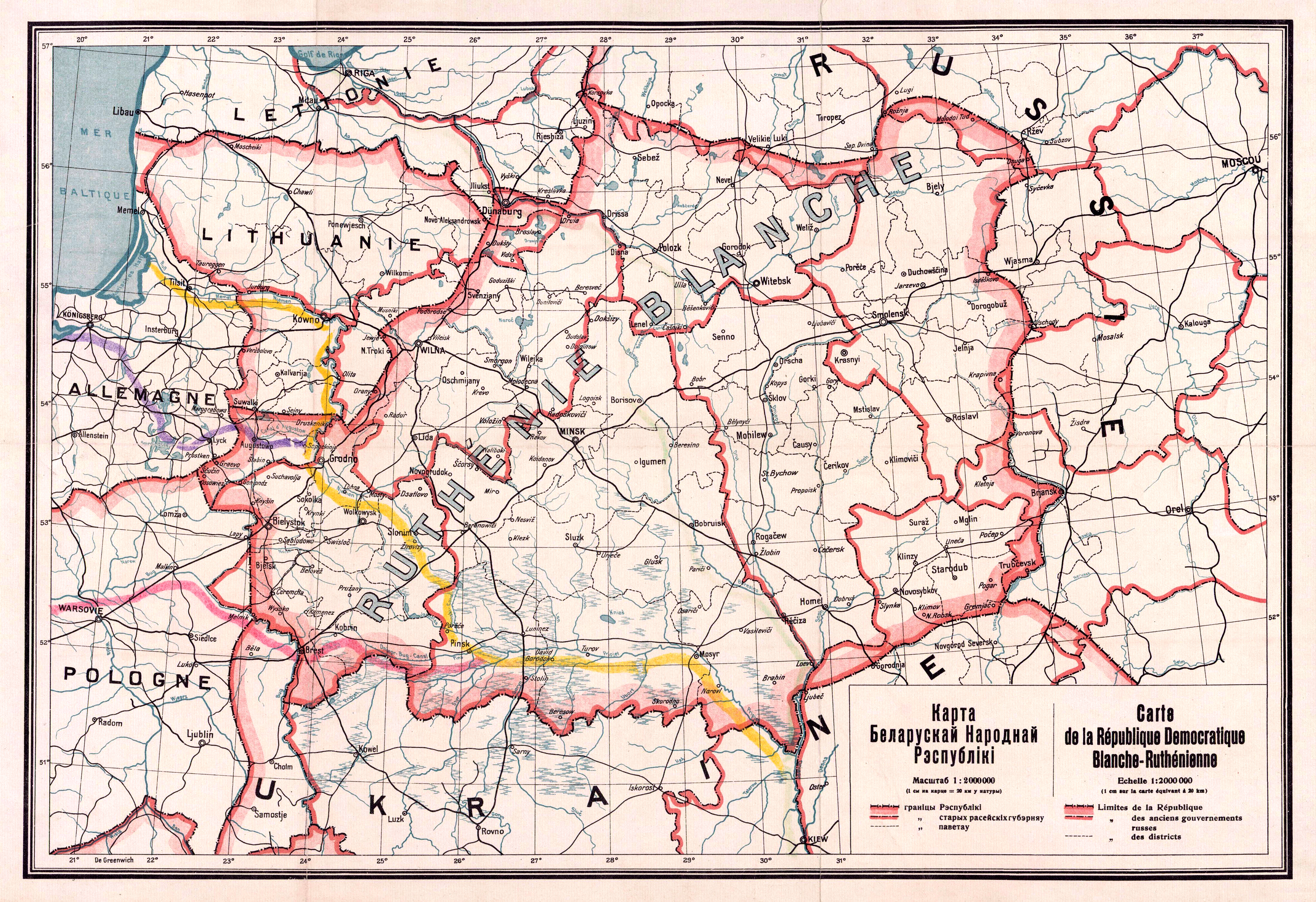
Granice deklarowane przez rząd Białoruskiej Republiki Ludowej na uchodźstwie w 1919 r.

W IX wieku powstały księstwa wschodniosłowiańskie m.in. Księstwo połockie, Turowskie, Pińskie i Smoleńskie. W X wieku rozpoczęła się chrystianizacja Słowian wschodnich, zakończona w XV–XVI wieku. Ludność wschodniosłowiańska mówiąca językiem ruskim stanowiła większość w Wielkim Księstwie Litewskim. Na państwo księcia Witolda składała się Ruś Biała i Czarna, jak również częściowo Zaleska. Język ruski był w okresie panowania Giedyminowiczów językiem państwowym, zanim wyparty został przez język polski (oficjalnie w 1696 roku).
W roku 1579 w wyniku unii lubelskiej, południowe ziemie podległe Litwinom (ziemie ukrainne) przeszły pod panowanie Korony Królestwa Polskiego. W ten sposób ukształtowało się terytorium Wielkiego Księstwa Litewskiego, które przetrwało do rozbiorów, a które obejmowało współczesną Białoruś i Litwę. W tym okresie ukształtowała się również odrębność etniczna Białorusinów i Ukraińców oraz tożsamość Litwinów w znaczeniu historycznym.
W konsekwencji rozbiorów Rzeczypospolitej (lata 1793–1795) tereny na których istnieje współczesne państwo Białoruś przeszły pod władanie Rosji. Tłumiono wówczas wszelkie oznaki niezależności Rusinów – zaczynając od języka, poprzez likwidację unii brzeskiej na terenach wcielonych do Cesarstwa aż po odbieranie majątków szlachcie ruskiej.
Rusini wzięli udział w polskich powstaniach: listopadowym i styczniowym. Główni działacze polityczni tacy jak Konstanty Kalinowski i Zygmunt Sierakowski opowiadali się za wskrzeszeniem unii polsko-litewskiej. Za działalność patriotyczną spotykały ich represje ze strony carów (m.in. Zygmunt Sierakowski został powieszony w 1863, a Konstanty Kalinowski w 1864).
Koniec XIX wieku i początek XX to okres, w którym kształtuje się elita kulturalna i polityczna rozpowszechniająca ideę narodu białoruskiego. W roku 1902 Wacław Iwanowski powołuje Białoruską Partię Rewolucyjną, a rok później bracia Iwan i Anton Łuckiewiczowie powołują Białoruską Rewolucyjną Hromadę. Pierwsza legalna gazeta białoruska pod nazwą Nasza Dola wychodzi 1 września 1906 i jest nieoficjalnym pismem BSH.
25 marca 1918 Białoruś po raz pierwszy w historii (na krótko) ogłosiła niezależność – na części terytorium Białorusi okupowanym wówczas przez Niemcy ogłoszono państwo białoruskie pod nazwą Białoruska Republika Ludowa, które zakończyło swoje istnienie po wycofaniu się armii niemieckiej i proklamowaniu Białoruskiej Socjalistycznej Republiki Radzieckiej w styczniu 1919 roku. Miesiąc później, 27 lutego 1919 powołana została sowiecka Litewsko-Białoruska Republika Rad, która upadła 1 września 1919 roku.
23 lutego 1920 w Rydze przedstawiciele Polski oraz rządu na emigracji Białoruskiej Republiki Ludowej podpisali umowę o charakterze konwencji wojskowej mówiącej o wspólnej walce z bolszewikami Wojska Polskiego i Białoruskiej Armii Narodowej (którą dowodził gen. Stanisław Bułak-Bałachowicz). 18 marca 1921 na mocy pokoju ryskiego tereny obecnej Białorusi podzielone zostały między Polskę a Rosję Radziecką. Głównym ośrodkiem kulturalnym inteligencji białoruskiej stało się Wilno oraz w niewielkim stopniu Białystok.
Po sowieckiej stronie kordonu dokonano reaktywacji Białoruskiej Republiki Radzieckiej (BSRR) początkowo ograniczoną terytorialnie do Mińska i okolic. W 1924 i 1926 r. przeniesiono spod jurysdykcji Rosyjskiej FSRR do Białoruskiej SRR: Połock, Witebsk, Homel i Mohylew.
W wyniku agresji radzieckiej na Polskę 17 września 1939 do Białoruskiej SRR przyłączono wschodnią część Mazowsza, część Podlasia, Polesia i Grodno. W latach 1941–1944 Białoruś była okupowana przez wojska niemieckie. W okresie II wojny światowej kilka milionów Białorusinów walczyło w Armii Czerwonej (w tym ok. 400 tys. – w partyzantce). Próby tworzenia struktur państwowych pod patronatem niemieckim nie znalazły szerszego poparcia. Niemcy wymordowali bardzo licznych na Białorusi Żydów, a także co najmniej 750 tys. białoruskiej ludności cywilnej. Po zakończeniu wojny znaczna część Polaków została wysiedlona w nowe granice Polski. Łączne straty wojenne Białorusi należą do największych w Europie: 2,5 mln zabitych i zamordowanych (ok. 28% ludności); kraj poniósł także duże straty w majątku narodowym. W 1945 r. Ziemia Białostocka powróciła do Polski na mocy porozumienia z ZSRR.

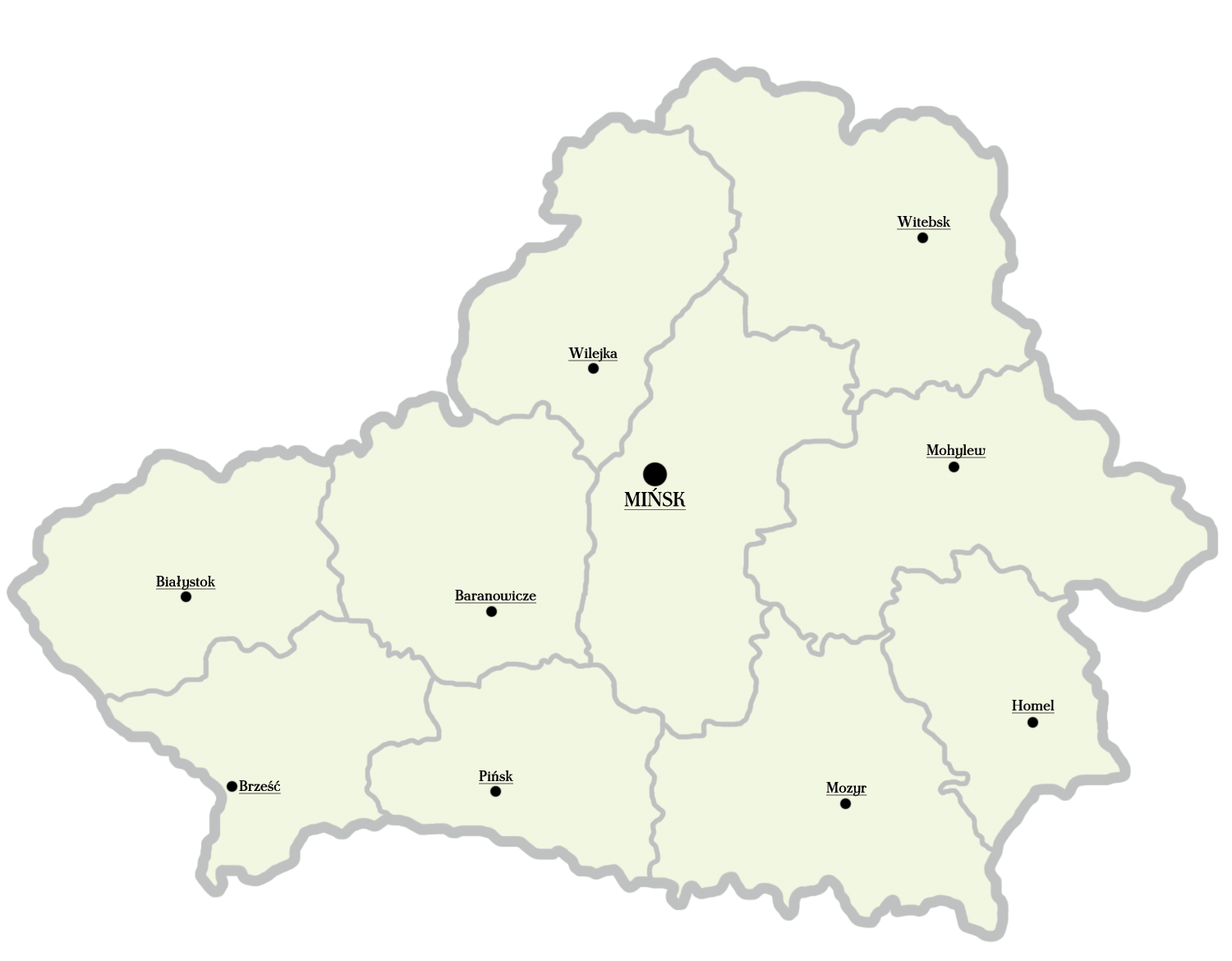
BSRR po 17 września 1939
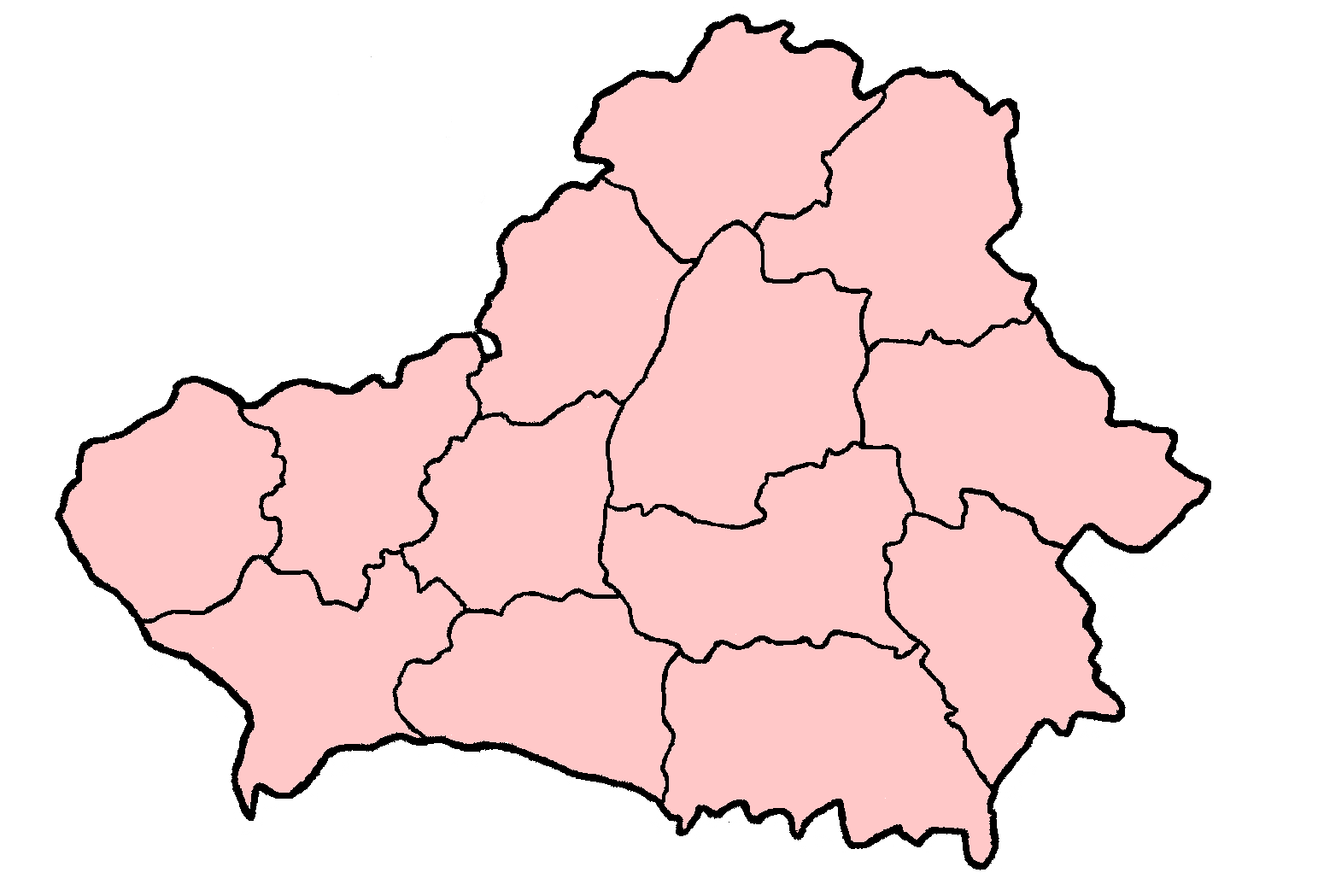
BSRR w 1944

W celu zrównoważenia sił pomiędzy państwami zachodnimi a blokiem wschodnim w ONZ Białoruska SRR stała się pełnoprawnym członkiem ONZ, obok Rosyjskiej FSRR i Ukraińskiej SRR. Sytuacja ta wynikała z faktu przyznania członkostwa w ONZ dominiom brytyjskim.
26 kwietnia 1986 w ukraińskiej elektrowni atomowej w Czarnobylu doszło do jednej z największych na świecie katastrof atomowych, w wyniku której został poważnie skażony fragment Białorusi.
Deklaracja suwerenności została uchwalona przez Radę Najwyższą 27 lipca 1990 roku, a niepodległość ogłoszono 25 sierpnia 1991, krótko po puczu moskiewskim. 8 grudnia 1991 zawarto Układ białowieski, który głosił, że ZSRR jako podmiot prawa międzynarodowego i byt geopolityczny przestał istnieć, a na jego miejsce już suwerenne kraje powołują Wspólnotę Niepodległych Państw. Układ podpisali ze strony Białorusi – Stanisłau Szuszkiewicz, Rosji – Boris Jelcyn i Ukrainy – Leonid Krawczuk.
Po rozpadzie Związku Radzieckiego na Białorusi powstała wadliwa demokracja, jednak przetrwała ona tylko trzy lata.
System polityczny Białorusi po 1994 przerodził się w republikę prezydencką, z wyraźnymi cechami państwa autorytarnego. Prezydentem niezmiennie pozostaje Alaksandr Łukaszenka, który oskarżany jest przez wielu obywateli i społeczność międzynarodową o łamanie praw człowieka. Przez lata adwokatem białoruskich interesów na arenie międzynarodowej pozostawała Rosja, jednak po 2000 roku stosunki białorusko-rosyjskie weszły w fazę regularnych napięć i konfliktów, zwłaszcza na gruncie dostaw rosyjskich nośników energii.

### Terytorium
Pierwsze wzmianki o ziemiach określanych jako Biała Ruś pojawiły się w średniowieczu, lecz nazwę tę, w odniesieniu do terytorium, stosowano niekonsekwentnie. Jan z Czarnkowa określił tym mianem Księstwo połockie i takie same określenia pojawiają się w późniejszych kronikach krzyżackich. W Rzeczypospolitej w XVI wieku tą nazwą określano ziemie utracone na rzecz Moskwy w wojnie w latach 1558–1570 (Połock z zamkiem Turowla, część ziemi witebskiej z zamkami Ozierzyszcze i Uświat), a od początku XVII w. także wschodnie województwa Wielkiego Księstwa Litewskiego. Według Leksykonu Geograficznego Hilariona Karpińskiego z 1766 roku, Białoruś pod względem geograficznym obejmowała województwo mścisławskie, smoleńskie i połockie. W 1860 roku w Encyklopedii Powszechnej Orgelbranda pod pojęciem Białoruś wzmiankowano 5 województw I Rzeczypospolitej. Oprócz wymienionych wcześniej, były to także województwo witebskie oraz mińskie (bez powiatu rzeczyckiego i mozyrskiego). Od początku XX wieku terminem „Białoruś” zaczęto określać także, położone na zachód, tereny Czarnej Rusi, Grodzieńszczyzny oraz Polesia.

### Symbole historyczne z lat 1918–1995
Ilustracje poniżej przedstawiają historyczne symbole Białorusi. Godło Białoruskiej SRR zawierało typowe elementy zawarte w godłach republik radzieckich: w centralnym miejscu umieszczony był sierp i młot – symbol sojuszu robotniczo-chłopskiego oraz najważniejszy element godła Związku Radzieckiego, a także wschodzące słońce – mające wyrażać świt, początek nowej ery w życiu kraju. Wcześniej (1927–1950) używano godeł, których wygląd był zbliżony, ale z kilkoma różnicami, m.in.: napis „Proletariusze wszystkich krajów, łączcie się!” umieszczony był w czterech wersjach językowych: poza językiem białoruskim i rosyjskim, także w jidysz oraz po polsku. Na godle i fladze Białoruskiej SRR opierają się obecnie obowiązujące symbole kraju.

Flaga Białoruskiej Republiki Ludowej z lat 1918–1919
Flaga Białoruskiej SRR z roku 1919
Flaga Białoruskiej SRR z roku 1937
Flaga Białoruskiej SRR z roku 1940
Flaga Białoruskiej SRR z lat 1951–1991
Flaga Białorusi z lat 1991–1995 (identyczna jak w latach 1918–1919)

Herb Litwy Środkowej z roku 1920
Godło Białoruskiej SRR z lat 1919–1927
Godło Białoruskiej SRR z lat 1937–1950
Godło Białoruskiej SRR z lat 1951–1991
Pogoń białoruska (biał. Пагоня, Pahonia), herb państwowy w latach 1918–1919 i 1991–1995

Biało-czerwono-biała flaga oraz herb Pogoń (biał. Пагоня) używane były przez Białoruską Republikę Ludową (1918–1919) oraz od momentu uzyskania niepodległości w 1991 do referendum w sprawie symboli narodowych w 1995. Herb nawiązuje do historycznej Pogoni Wielkiego Księstwa Litewskiego, które obejmowało swoim terytorium m.in. dzisiejszą Białoruś. Stąd podobieństwo do Pogoni – herbu Litwy (lit. Vytis).

## Geografia

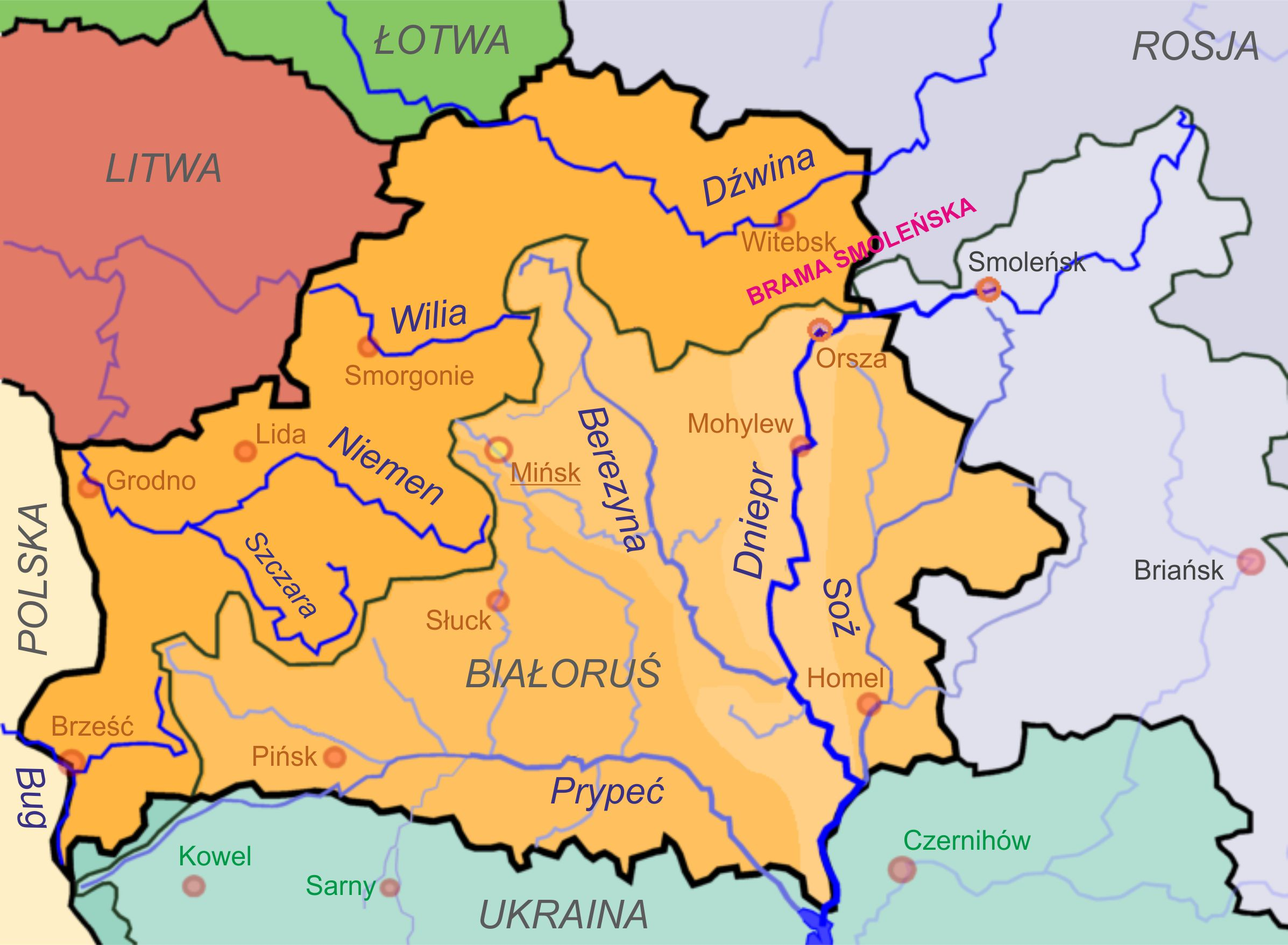
Rzeki Białorusi, dorzecza i wododział bałtycko-czarnomorski oraz Brama Smoleńska.

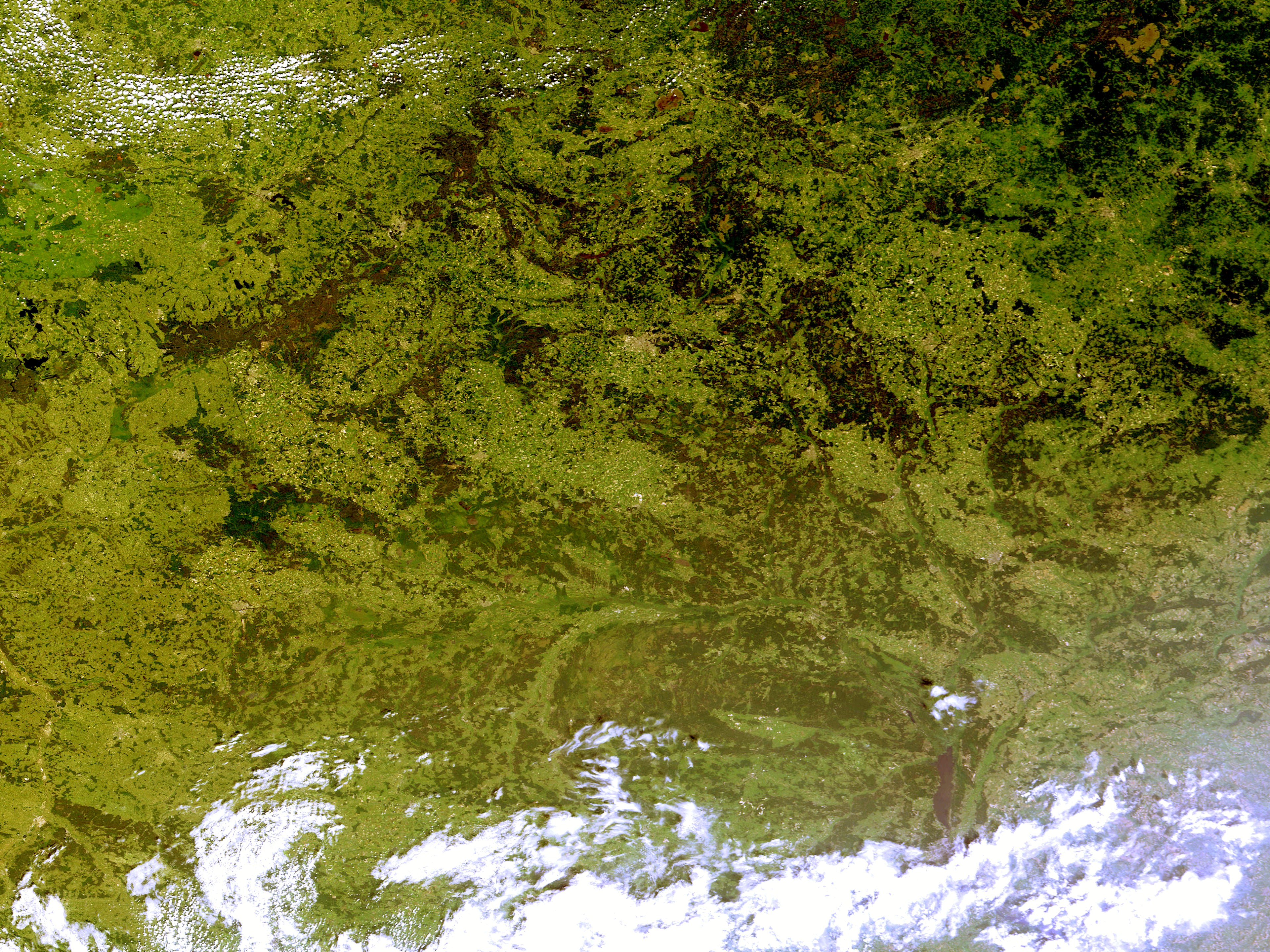
Białoruś na zdjęciu satelitarnym, MODIS Terra, 29 czerwca 2010

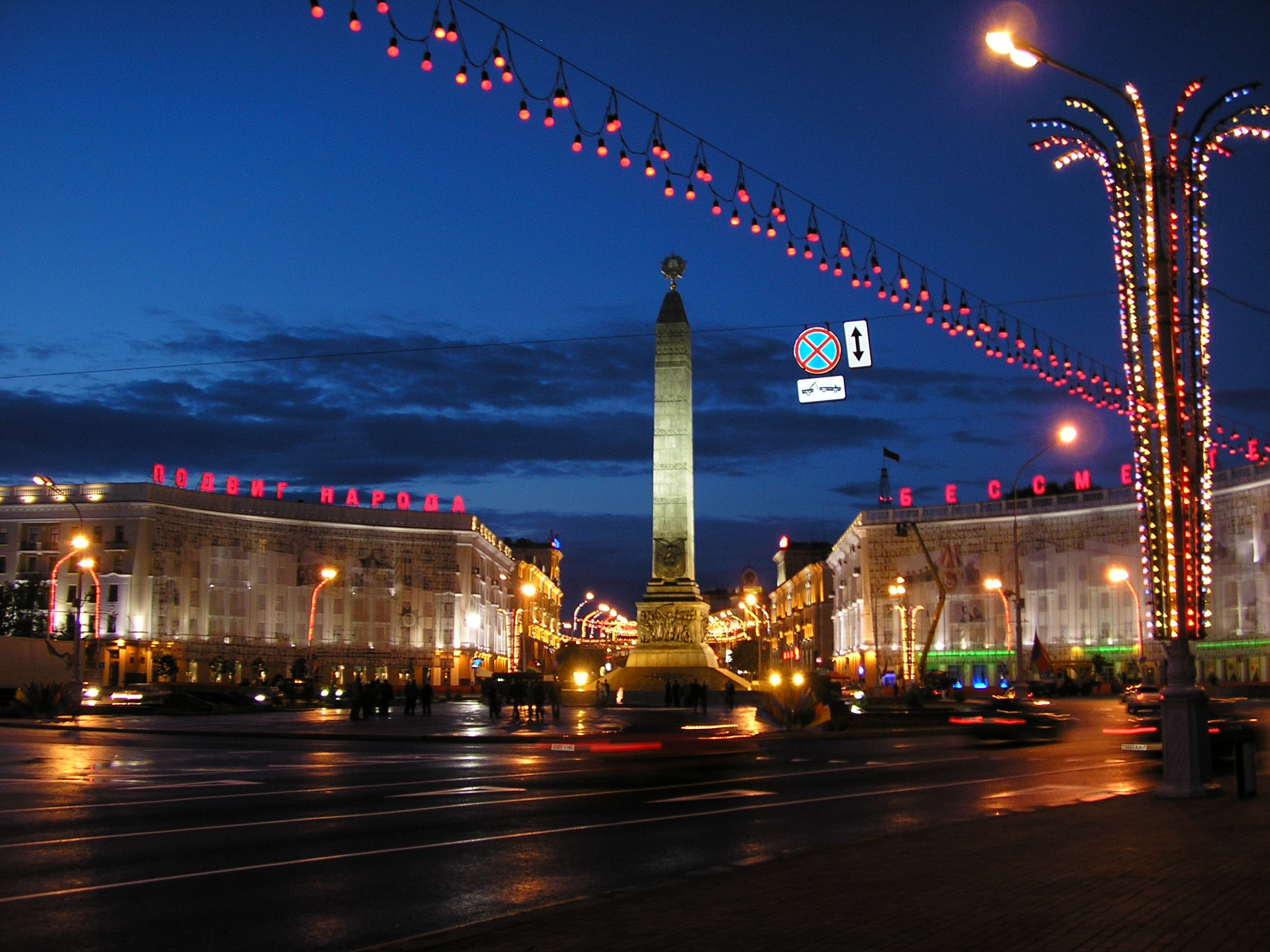
Mińsk

Białoruś graniczy od zachodu z Polską, od północy z Litwą i Łotwą, od wschodu z Rosją i od południa z Ukrainą. Nie ma dostępu do morza.
- Całkowita granica lądowa: 2986 km
- Długość granic z sąsiadującymi państwami: Łotwa 143 km, Litwa 462 km, Polska 418 km, Rosja 990 km, Ukraina 975 km
- Najwyższy punkt: Góra Dzierżyńska (Święta Góra) 346 m n.p.m.
- Najniższy punkt: Niemen 90 m n.p.m.

Największe miasta: Mińsk (stolica) – ponad 1,9 mln mieszkańców, Homel, Grodno, Witebsk, Mohylew, Bobrujsk, Brześć nad Bugiem, Baranowicze, Borysów, Pińsk, Orsza, Nowopołock, Mozyrz, Lida, Mołodeczno.
Na Białorusi kryteria przyznania statusu miasta precyzuje zarządzenie z 5 maja 1998 r. (Закон Республики Беларусь от 5 мая 1998 г. №154-З «Об административно-территориальном делении и порядке решения вопросов административно-территориального устройства Республики Беларусь»). Miasta podzielone są na kategorie:
- stolica – Mińsk
- miasta na prawach obwodu (города областного подчинения)
- miasta na prawach rejonu (города районного подчинения).

W 2008 status miasta miało 112 miejscowości.
Na podstawie Zarządzenia Republiki Białorusi z 5 maja 1998 (Закон Республики Беларусь от 5 мая 1998 г. №154-З «Об административно-территориальном делении и порядке решения вопросов административно-территориального устройства Республики Беларусь») na Białorusi do kategorii osiedli typu miejskiego zalicza się:
- osiedla miejskie (городские посёлки) – powyżej 2000 mieszkańców, z działalnością przemysłową i komunalną, udogodnieniami kulturalno-socjalnymi, działalnością handlową, obsługą mieszkańców;
- osiedla wypoczynkowe (курортные посёлки, nazywane też osiedlami kurortowymi) – nie mniej niż 2000 mieszkańców, na terenie których znajdują się sanatoria, domy wypoczynkowe, pensjonaty, udogodnienia kulturalno-socjalne, działalność handlowa, obsługa mieszkańców;
- osiedla robocze (рабочие посёлки, nazywane też osiedlami fabrycznymi) – nie mniej niż 500 mieszkańców, położone w obszarach działalności przemysłowej, elektrowniach, budowach, stacjach kolejowych i innych.

Na dzień 1 lutego 2008 status ten ma:

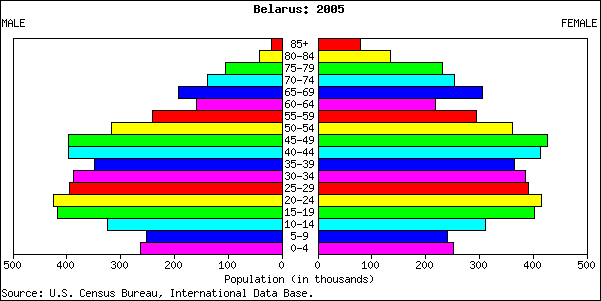
Piramida płci i wieku ludności Białorusi

- 87 osiedli miejskich
- 7 osiedli roboczych
- 1 osiedle wypoczynkowe.

## Demografia
| Według spisu ludności z 1999, 2009 i 2019 roku struktura narodowościowa/etniczna na Białorusi przedstawia się następująco: | Według spisu ludności z 1999, 2009 i 2019 roku struktura narodowościowa/etniczna na Białorusi przedstawia się następująco: | Według spisu ludności z 1999, 2009 i 2019 roku struktura narodowościowa/etniczna na Białorusi przedstawia się następująco: | Według spisu ludności z 1999, 2009 i 2019 roku struktura narodowościowa/etniczna na Białorusi przedstawia się następująco: | Według spisu ludności z 1999, 2009 i 2019 roku struktura narodowościowa/etniczna na Białorusi przedstawia się następująco: | Według spisu ludności z 1999, 2009 i 2019 roku struktura narodowościowa/etniczna na Białorusi przedstawia się następująco: | Według spisu ludności z 1999, 2009 i 2019 roku struktura narodowościowa/etniczna na Białorusi przedstawia się następująco: | Według spisu ludności z 1999, 2009 i 2019 roku struktura narodowościowa/etniczna na Białorusi przedstawia się następująco: | Według spisu ludności z 1999, 2009 i 2019 roku struktura narodowościowa/etniczna na Białorusi przedstawia się następująco: |
| Narodowość | Liczba w 1999 | Udział % | Liczba w 2009 | Udział % | Różnica z 1999 r. | Liczba w 2019 | Udział % | Różnica z 2009 r. |
| --- | --- | --- | --- | --- | --- | --- | --- | --- |
| Białorusini | 8 159 073 | 81,2% | 7 957 252 | 83,7% | 201 821 | 7 990 719 | 84,9% | 33 467 |
| Rosjanie | 1 141 731 | 11,4% | 785 084 | 8,3% | 356 647 | 706 992 | 7,5% | 78 092 |
| Polacy | 395 712 | 3,9% | 294 549 | 3,1% | 101 163 | 287 693 | 3,1% | 6856 |
| Ukraińcy | 237 014 | 2,4% | 158 723 | 1,7% | 78 291 | 159 656 | 1,7% | 933 |
| Inni | 110 900 | 1,1% | 308 199 | 3,2% | 196 482 | 268 386 | 2,9% | 39 813 |
| Ludność ogółem | 10 045 237 | 100% | 9 503 807 | 100% | 541 393 | 9 413 446 | 100% | 90 361 |

Zmiana populacji Białorusi w latach 1960–2010 (w tysiącach)

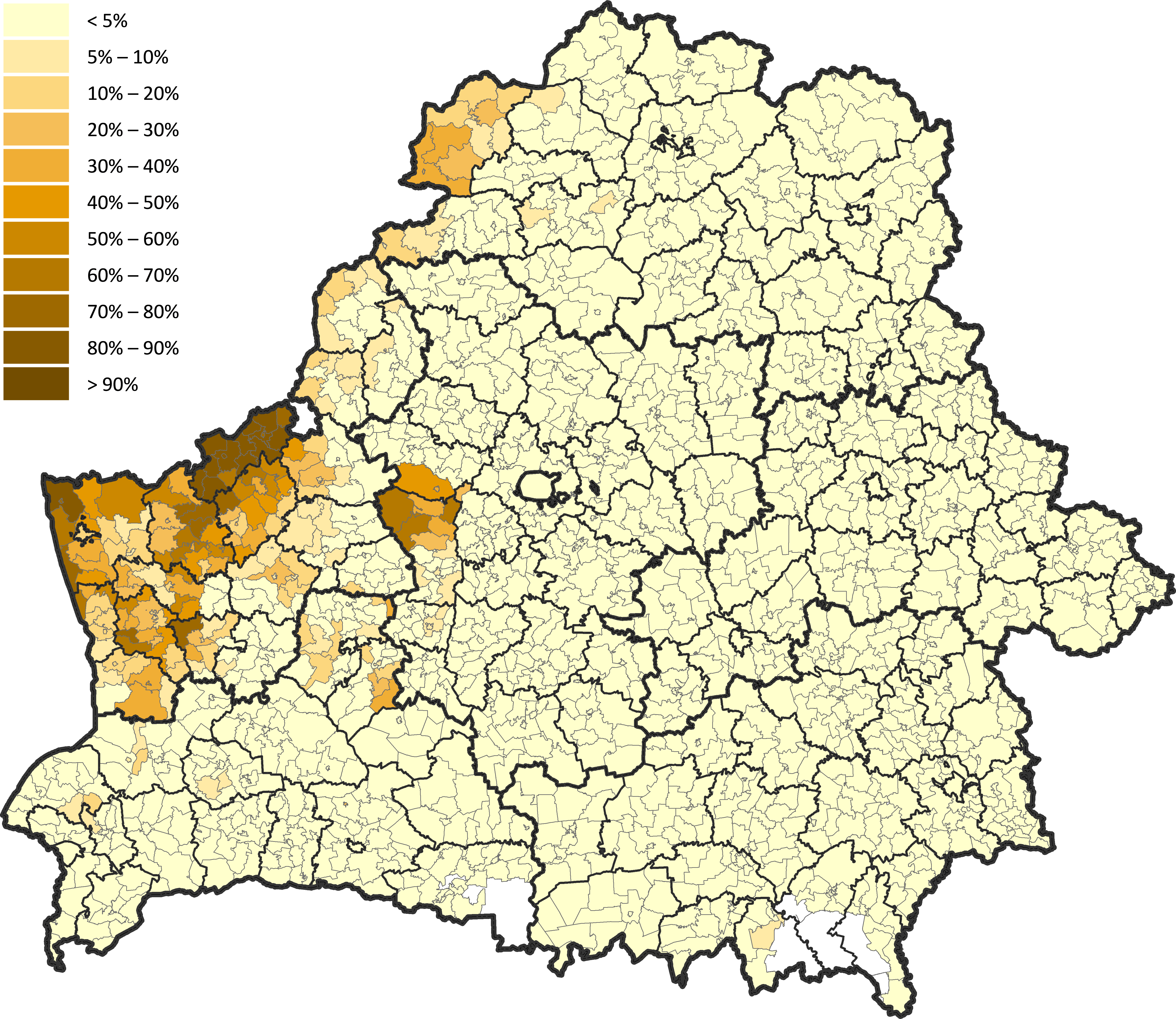
Polacy na Białorusi w 2009 r.

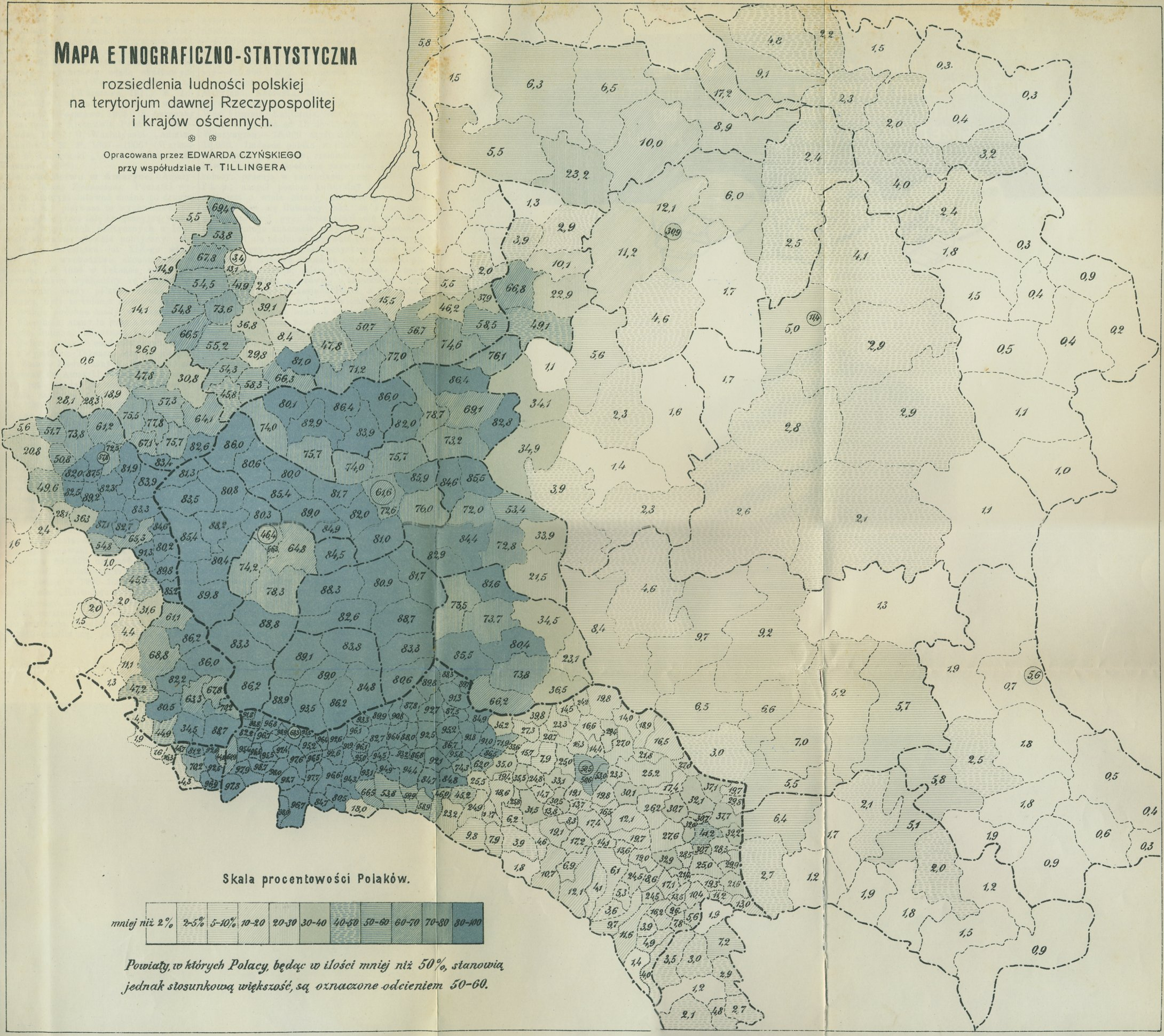
Polacy na Białorusi w 1912 r.

Polacy na Białorusi w 1916 r.

Białoruś ma dwa oficjalne języki urzędowe – białoruski i rosyjski. Według spisów z 2009 i 2019 roku tak Białorusini, jak i mniejszości narodowe w domu mówią najczęściej po rosyjsku. W 2009 z 9,5 mln populacji Białorusi tylko 2,2 mln mówi w domu po białorusku, natomiast po rosyjsku trzy razy więcej – 6,7 mln. W 2019 liczba posługujących się w domu językiem białoruskim wzrosła do 2,4 mln (przy jednoczesnym spadku populacji do 9,4 mln). Polacy według statystyk oficjalnych są grupą etniczną na Białorusi z najwyższym odsetkiem (46,0%) mówiących w domu po białorusku.
| Narodowość  | tys. osób | zaznaczyli jako język ojczysty język swej narodowości | zaznaczyli język, w którym zwykle rozmawiają w domu | zaznaczyli język, w którym zwykle rozmawiają w domu | zaznaczyli język, w którym zwykle rozmawiają w domu |
| Narodowość  | tys. osób | zaznaczyli jako język ojczysty język swej narodowości | białoruski                                          | rosyjski                                            | inne                                                |
| ----------- | --------- | ----------------------------------------------------- | --------------------------------------------------- | --------------------------------------------------- | --------------------------------------------------- |
| Białorusini | 8 159     | 85,6%                                                 | 41,3%                                               | 58,6%                                               | 0,1%                                                |
| Rosjanie    | 1 142     | 90,7%                                                 | 4,3%                                                | 95,7%                                               | –                                                   |
| Polacy      | 396       | 16,5%                                                 | 57,6%                                               | 37,7%                                               | 4,7%                                                |
| Ukraińcy    | 237       | 42,9%                                                 | 10,2%                                               | 83,6%                                               | 6,2%                                                |
| Żydzi       | 28        | 5,4%                                                  | 3,8%                                                | 95,7%                                               | 0,5%                                                |
| Razem       | 10 045    | 81,9%                                                 | 36,7%                                               | 62,8%                                               | 0,5%                                                |

| Narodowość  | osób      | zaznaczyli jako język ojczysty język swej narodowości | zaznaczyli język, w którym zwykle rozmawiają w domu | zaznaczyli język, w którym zwykle rozmawiają w domu | zaznaczyli język, w którym zwykle rozmawiają w domu |
| Narodowość  | osób      | zaznaczyli jako język ojczysty język swej narodowości | białoruski                                          | rosyjski                                            | język swej narodowości                              |
| ----------- | --------- | ----------------------------------------------------- | --------------------------------------------------- | --------------------------------------------------- | --------------------------------------------------- |
| Białorusini | 7 990 719 | 61,2%                                                 | 28,5%                                               | 71,0%                                               |                                                     |
| Rosjanie    | 706 992   | 96,8%                                                 | 2,5%                                                | 97,2%                                               |                                                     |
| Polacy      | 287 693   | 6,7%                                                  | 46,0%                                               | 52,4%                                               | 1,2%                                                |
| Ukraińcy    | 159 656   | 29,1%                                                 | 6,5%                                                | 89,1%                                               | 4,0%                                                |
| Żydzi       | 13 705    | 3,2%                                                  | 2,1%                                                | 96,6%                                               | 0,2%                                                |
| Razem       | 9 413 446 | 60,3%                                                 | 26,0%                                               | 71,4%                                               |                                                     |

Według statystyk późniejszych, z roku 2009, po polsku mówiło w domu niespełna około 3,8 tys. spośród 294 tys. Polaków. Według spisu z roku 2019 liczba ta spadła do 3590 spośród 287 693 Polaków.
Białoruś ma gęstość zaludnienia ok. 50 osób na kilometr kwadratowy (127 mil na ha); 77.6% całkowitej populacji jest skoncentrowane na obszarach miejskich. W Mińsku, stolicy kraju i największym mieście, mieszka 2 020,6 tys. osób. W Homlu mieszka 510,3 tys. osób, a samo miasto jest drugim co do wielkości na Białorusi. Inne duże miasta to Witebsk (364,8 tys.), Mohylew (357,1 tys.), Grodno (356,9 tys.) i Brześć (339,7 tys.).
Podobnie jak wiele innych krajów europejskich, Białoruś ma negatywny wskaźnik wzrostu liczby ludności i ujemny przyrost naturalny. W 2007 r. 69,7% populacji było w wieku od 14 do 64; 16% było poniżej 14, 14,6% populacji jest w wieku 65 lat lub więcej, średnia wieku to 37.

### Miasta
Najludniejsze miasta Białorusi (powyżej 100 tysięcy mieszkańców w 2020):
| Miasto      | Liczba ludności | Powierzchnia km² | Region      |
| ----------- | --------------- | ---------------- | ----------- |
| Mińsk       | 2 020 600       | 348,84 km²       | Mińsk       |
| Homel       | 510 300         | 139,77 km²       | Homelski    |
| Witebsk     | 364 800         | 134,60 km²       | Witebski    |
| Mohylew     | 357 100         | 118,50 km²       | Mohylewski  |
| Grodno      | 356 900         | 141,98 km²       | Grodzieński |
| Brześć      | 339 700         | 146,12 km²       | Brzeski     |
| Bobrujsk    | 212 200         | 96,40 km²        | Mohylewski  |
| Baranowicze | 175 000         | 84,96 km²        | Brzeski     |
| Borysów     | 140 700         | 46,00 km²        | Miński      |
| Pińsk       | 126 300         | 47,36 km²        | Brzeski     |
| Orsza       | 108 100         | 38,90 km²        | Witebski    |
| Mozyrz      | 105 700         | 44,18 km²        | Homelski    |
| Lida        | 102 700         | 45,79 km²        | Grodzieński |
| Soligorsk   | 101 400         | 15,00 km²        | Miński      |

### Mniejszość polska
Według oficjalnych statystyk liczba Polaków na Białorusi szybko się zmniejsza: spis narodowy z 1989 roku naliczył 418 tys. Polaków, spis z 1999 roku – 396 tys., spis z 2009 roku 295 tys., spis z 2019 roku 288 tys.
Mniejszość polska w poszczególnych obwodach według spisu z 2019:
- miasto Mińsk – 19 397 (0,96%)
- brzeski – 14 893 (1,10%)
- witebski – 9806 (0,86%)
- homelski – 2572 (0,19%)
- grodzieński – 223 119 (21,73%)
- miński – 15 785 (1,07%)
- mohylewski – 2121 (0,21%)

Głównym skupiskiem Polaków na Białorusi jest obwód grodzieński, w którym mieszka 78% białoruskich Polaków. Wielu Polaków mieszka w Suwalszczyźnie Sopoćkińskiej.

### Religie i wyznania

#### 2010
Struktura religijna kraju w 2010 roku według Pew Research Center wyglądała następująco:
- prawosławie – 61,5%,
- brak religii – 28,6%,
- katolicyzm – 8,7%,
- protestantyzm – 1,0%,
- islam – 0,2%.

#### 2012
Struktura religijna kraju według badań przeprowadzonych przez Centrum Informacyjno-analityczne przy administracji Prezydenta Republiki Białorusi w 2012 roku wskazywała, że przynależność do religii deklaruje 94,5%, w tym:
- prawosławie – 83%,
- katolicyzm – 10%,
- inne wyznania – 1,5%,
- brak przynależności do religii – 5,5%.

Mimo wysokiego poziomu przynależności wyznaniowej tylko 71,5% badanych wierzy w Boga, dalsze 3% wierzy w „siły nadprzyrodzone”; 18% badanych nie mogło określić swojego stosunku do wiary, a 7,5% to niewierzący.
Większość (60,5%) badanych obchodzi niektóre święta religijne (wśród prawosławnych 65%, katolików – 35%), 17% uczestniczy w niektórych obrzędach i przystępuje do sakramentów (wśród prawosławnych 15%, katolików – 36%), a 13% badanych podziela przekonania swojego wyznania, ale osobiście nie bierze udziałów w obrzędach i nie przystępuje do sakramentów (wśród prawosławnych 13%, katolików – 12%), regularnie bierze udział w nabożeństwach 4% (wśród prawosławnych 3%, katolików – 10%), 3% uczestniczy we wszystkich obrzędach i przystępuje do sakramentów 3% (wśród prawosławnych 3%, katolików – 6%).

#### 2020
Struktura religijna kraju w 2020 roku, według The Association of Religion Data Archives, wskazywała:
- prawosławie – 59,8%,
- brak religii – 21,8%,
- katolicyzm – 10,6%,
- niestowarzyszeni chrześcijanie – 4,5%
- protestantyzm i niezależne kościoły – 3,1% (głównie zielonoświątkowcy),
- islam – 0,26%,
- judaizm – 0,1%.

### Statystyki demograficzne
Białoruś posiada dodatnie saldo migracji.
| 2010                              |                                  |
| Liczba ludności                   | 9 612 632                        |
| Ludność według wieku              |                                  |
| 0 – 14 lat                        | 14,3%                            |
| 15 – 64 lat                       | 71,3%                            |
| ponad 64 lata                     | 14,5%                            |
| Średni wiek                       |                                  |
| W całej populacji                 | 38,8 lat                         |
| Mężczyzn                          | 35,8 lat                         |
| Kobiet                            | 41,8 lat                         |
| Przyrost naturalny                |                                  |
| Współczynnik urodzeń              | 9,76 urodzin/1000 mieszkańców    |
| Współczynnik zgonów               | 13,81 zgonów/1000 mieszkańców    |
| Współczynnik migracji             | 0,38 imigrantów/1000 mieszkańców |
| Ludność według płci               |                                  |
| przy narodzeniu                   | 1,062 mężczyzn/kobiet            |
| poniżej 15 lat                    | 1,06 mężczyzn/kobiet             |
| 15 – 64 lat                       | 0,94 mężczyzn/kobiet             |
| powyżej 64 lat                    | 0,47 mężczyzn/kobiet             |
| Umieralność noworodków            |                                  |
| W całej populacji                 | 6,34 śmiertelnych/1000 żywych    |
| płci męskiej                      | 7,34 śmiertelnych/1000 żywych    |
| płci żeńskiej                     | 5,27 śmiertelnych/1000 żywych    |
| Oczekiwana długość życia          |                                  |
| W całej populacji                 | 70,92 lat                        |
| Mężczyzn                          | 65,26 lat                        |
| Kobiet                            | 76,93 lat                        |
| Rozrodczość                       | 1,25 urodzeń/kobietę             |
| Współczynnik dorosłych z HIV/AIDS | 0,2% (2007)                      |
| Liczba osób żyjących z HIV/AIDS   | 13 000 (2007)                    |
| Liczba zmarłych na HIV/AIDS       | 1 100 (2007)                     |

## Polityka
System polityczny na Białorusi jest autorytarny. Władzy Łukaszenki i jego zwolenników przeciwstawiają się organizacje opozycyjne. Wśród organizacji opozycyjnych najsilniej działają Białoruski Front Ludowy oraz kampania społeczna Mów prawdę! Inne opozycyjne wobec rządów Łukaszenki siły to: Karta'97, Zjednoczona Partia Obywatelska, Białoruska Socjaldemokratyczna Partia (Hramada), Białoruska Socjaldemokratyczna Hramada, Białoruska Chrześcijańska Demokracja, Młody Front, Białoruska Partia Lewicy Sprawiedliwy Świat, ruch Za Wolność, Konserwatywno-Chrześcijańska Partia – BNF. Organizacje opozycyjne głównie domagają się respektowania praw człowieka, wolności słowa oraz możliwości używania w życiu publicznym języka białoruskiego, mimo że oficjalnie ma być używany na równi z rosyjskim (art. 17 Konstytucji Białorusi) a też „każdy ma prawo używania języka ojczystego, wybierania języka komunikacji” (art. 50).

### Podział administracyjny
Białoruś w roku 1960, jeszcze za czasów Białoruskiej SRR, podzielona została na jedno miasto wydzielone Mińsk (biał. Мінск, Minsk lub Менск, Miensk) oraz obwody (biał. вобласць, wobłasć), które dzielą się rejony (biał. раён, rajon). Ten podział administracyjny obowiązuje do dziś. Aktualnie istnieje jedno miasto wydzielone (Mińsk, który jest zarazem stolicą obwodu mińskiego i de facto tworzy oddzielny obwód) oraz 6 obwodów, które dzielą się na 118 rejonów.
- obwód brzeski
- obwód grodzieński
- obwód homelski
- obwód miński
- miasto Mińsk
- obwód mohylewski
- obwód witebski

### Siły zbrojne
Białoruś, z racji braku dostępu do morza, dysponuje dwoma rodzajami sił zbrojnych: wojskami lądowymi oraz siłami powietrznymi. Uzbrojenie sił lądowych Białorusi składało się w 2014 roku z: 1756 czołgów, 2321 opancerzonych pojazdów bojowych, 601 dział samobieżnych, 20 wieloprowadnicowych wyrzutni rakietowych oraz 350 zestawów artylerii holowanej. Białoruskie siły powietrzne z kolei posiadały w 2014 roku uzbrojenie w postaci m.in. 38 myśliwców, 36 samolotów transportowych, 16 samolotów szkolno-bojowych, 56 śmigłowców oraz 20 śmigłowców szturmowych.
Wojska białoruskie w 2014 roku liczyły 62 tys. żołnierzy zawodowych oraz 290 tys. rezerwistów. Według rankingu Global Firepower (2023) białoruskie siły zbrojne stanowią 60. siłę militarną na świecie, z rocznym budżetem na cele obronne w wysokości 723 mln dolarów (USD).

## Gospodarka
| Dane statystyczne za lata 2003–2006                           | Dane statystyczne za lata 2003–2006                                                      |
| ------------------------------------------------------------- | ---------------------------------------------------------------------------------------- |
| struktura zatrudnienia:                                       | – rolnictwo 14% – przemysł 34,7% – usługi 51,3%                                          |
| Produkt krajowy brutto ważony parytetem siły nabywczej (PKB): | 82,94 mld USD                                                                            |
| wzrost PKB:                                                   | 9,9%                                                                                     |
| PKB na jednego mieszkańca:                                    | 8100 USD                                                                                 |
| udział w strukturze PKB:                                      | – rolnictwo 9,3% – przemysł 31,6% – usługi 59,1%                                         |
| budżet:                                                       | – dochody: 6,578 mld USD – wydatki: 7,164 mld USD                                        |
| inflacja:                                                     | 40,9% (szacowana za rok 2011)                                                            |
| dług zagraniczny:                                             | 5,498 mld USD                                                                            |
| rezerwy złota i dewizy:                                       | 1,329 mld USD                                                                            |
| siła robocza:                                                 | 4,3 miliona ludzi                                                                        |
| ludność żyjąca poniżej progu ubóstwa:                         | 27,1%                                                                                    |
| bezrobocie:                                                   | 1,6%                                                                                     |
| inwestycje:                                                   | 25,9% PKB                                                                                |
| elektryczność:                                                | – produkcja: 29,33 mld kWh – konsumpcja: 31,05 mld kWh                                   |
| ropa naftowa:                                                 | – produkcja: 34 260 bar/d – konsumpcja: 165 000 bar/d                                    |
| gaz ziemny:                                                   | – produkcja: 180 mln m³ – konsumpcja: 20,5 mld m³                                        |
| import:                                                       | 21,12 mld USD                                                                            |
| eksport:                                                      | 19,61 mld USD                                                                            |
| eksport (najważniejsi partnerzy):                             | Rosja: 35,8% Holandia: 15,1% Wielka Brytania: 7% Ukraina: 5,7% Polska: 5,3% Niemcy: 4,4% |
| import (najważniejsi partnerzy):                              | Rosja: 60,6% Niemcy: 6,7% Ukraina: 5,4%                                                  |

System gospodarczy Białorusi określany jest jako socjalizm rynkowy. Pod względem rozwoju gospodarczego, Białoruś uważana była za jedną z lepiej rozwiniętych republik radzieckich. Po rozpadzie ZSRR gospodarka białoruska przeżyła okres silnej recesji. W roku 1996 regres został powstrzymany i rozpoczął się wzrost gospodarczy. W latach 2000–2003 gospodarka Białorusi rozwijała się w tempie 4,7–6,8% rocznie. Głównym czynnikiem wzrostu PKB Białorusi była stymulująca rozwój polityka rządowa, wspierana kredytami bankowymi. Pomimo wzrostu udokumentowanego przez oficjalne statystyki gospodarkę białoruską nadal cechuje brak reform rynkowych, bariery biurokratyczne, wysokie koszty świadczeń socjalnych ponoszone przez białoruskie przedsiębiorstwa oraz utrzymywanie systemu administracyjno-nakazowego.
Głównym partnerem handlowym pozostaje Rosja, na którą przypada 32% eksportu i 66% importu. Rozszerzenie Unii Europejskiej nie przyniosło negatywnych skutków w sferze handlu i współpracy gospodarczej Białorusi z państwami, które od 1 maja 2004 roku weszły w skład tej organizacji. Obniżenie się eksportu Białorusi do tych państw było m.in. efektem przyjęcia przez nowych członków UE unijnej taryfy celnej i unijnego systemu preferencji. Później jednak, w 2007 roku, Białoruś została z tego systemu wykluczona.
Sektor państwowy wypracowuje 80% PKB. Gospodarka oparta jest na rolnictwie i przemyśle i pozostaje w dużej zależności gospodarczej od Rosji. Dochód narodowy wynosi 79,13 mld USD, 7700 USD na 1 mieszkańca (2005); inflacja: 40,9% (2011). Wzrost PKB: 6,4% (2010). Stopa bezrobocia: 1% (oficjalne dane 2010). Według portalu Karta'97 realne bezrobocie wyniosło 30% (2009). Rezerwy walutowe Białorusi w 2011 r. wyniosły 5,03 mld USD. Zadłużenie zagraniczne: 8,5 mld USD (2010). Struktura zatrudnienia: przemysł (41,9%), usługi (40,2%), rolnictwo (18,9%). Handel zagraniczny: eksportuje się gł. maszyny (45%), artykuły konsumpcyjne (17,8%), natomiast importuje się maszyny (31,1%), artykuły konsumpcyjne (13,7%). Głównymi partnerami handlowymi są kraje byłego ZSRR. Obroty handlowe z zagranicą – eksport: 15,9 mld USD (2005) z czego do Rosji 5,7 mld $. Import: 11,09 mld USD (2003).
Według raportu OECD na 2003 rok Białoruś jako jedyny, obok Uzbekistanu, kraj byłego ZSRR uzyskał PKB większe niż w 1991 roku, tuż przed rozpadem.

### Rolnictwo
Ziemie uprawne zajmują 9,11 mln ha, czyli około 44% powierzchni kraju. Uprawia się głównie zboża (jęczmień, żyto, pszenicę, pszenżyto), ziemniaki, buraki cukrowe, warzywa i len, hoduje bydło, trzodę chlewną i drób. Największy areał upraw stanowią zboża (42,3%) oraz rośliny pastewne (41,8%), uprawy ziemniaków zajmują 8,5% obszaru upraw.
Większość produkcji przypada na gospodarstwa państwowe. Z około 2500 państwowych i kolektywnych gospodarstw istniejących na początku lat dziewięćdziesiątych w ciągu ostatnich 15 lat zreorganizowano lub przekształcono w różnego rodzaju spółki i przedsiębiorstwa rolne, zaledwie kilka procent ogólnej liczby tych podmiotów.
Według białoruskiego urzędu statystycznego Belstat, na początku stycznia 2020 r. na Białorusi działało 3265 prywatnych gospodarstw rolnych. W porównaniu do poziomu sprzed dziewięciu lat liczba ta wzrosła o jedną trzecią.
Sektor ten obejmował około 213 900 hektarów ziemi rolnej w całym kraju, co stanowi 2,5 proc. całkowitej powierzchni użytków rolnych w kraju. W ostatnich latach indywidualni rolnicy odnotowali znacznie wyższy wzrost produkcji niż wspólnie zarządzane firmy rolnicze. Podczas gdy udział indywidualnych rolników w krajowej produkcji rolnej brutto wyniósł 1 proc. w 2010 r., w ubiegłym roku było to 2,7 proc.
Ponad 90 proc. wszystkich towarów wytwarzanych przez indywidualnych rolników to warzywa. Udział prywatnych gospodarstw w krajowej produkcji zbóż i buraków cukrowych wynosił odpowiednio 2,7 i 2,5 proc., ale w przypadku warzyw 20,5 proc. i 7,3 proc. w przypadku ziemniaków.
Rozwinięte jest leśnictwo. Białoruś posiada ogromne obszary leśne, zajmujące 38% powierzchni kraju. Największe zbiorowiska leśne stanowią puszcze: Grodzieńska, Nalibocka i Białowieska, rozciągające się wzdłuż granicy z Polską. Jakość pozyskiwanego drewna, zwłaszcza z drzew iglastych, jest wysoka. Leśnictwo zajmuje ważną pozycję w gospodarce. Oprócz drewna, lasy dostarczają owoców leśnych (jagody, jeżyny, borówki), grzybów, ziół i miodu. Bogaty jest też zwierzostan (łosie, dziki, bobry, żubry, jenoty, wilki). Rocznie pozyskuje się 696,9 tony dziczyzny i dużą liczbę skór.
Wskutek katastrofy czarnobylskiej w 1986 znaczne obszary rolne w południowo-wschodniej części kraju zostały silnie skażone i nie są wykorzystywane rolniczo.

### Przemysł
Przemysł jest rozwinięty, ale bardzo kosztowny ze względu na przestarzałość technologiczną, w większości poradziecką.
Rozwinięty jest przemysł: elektromaszynowy (produkcja obrabiarek), środków transportu (produkcja samochodów ciężarowych MAZ, BiełAZ, ciągników, rowerów), chemiczny (produkcja nawozów potasowych, włókien syntetycznych), petrochemiczny (rafinerie ropy naftowej), elektroniczny (telewizory, radioodbiorniki, układy scalone), włókienniczy (lniarski, wełniany), spożywczy (mięsny, mleczarski), drzewny (produkcja mebli), papierniczy, materiałów budowlanych, szklarski (słynna w świecie produkcja kryształów i porcelany), skórzany. Liczne zakłady rzemieślnicze (garncarskie, wikliniarskie).
Eksploatacja węgla kamiennego, ropy naftowej, fosforytów, soli kamiennej i potasowej, rud metali, torfu, łupków bitumicznych oraz surowców budowlanych (wapieni, margli, gliny, piasków). Energia elektryczna (31,4 TWh, w 1995, co daje 3045 kWh na 1 mieszkańca) produkowana jest głównie w elektrowniach cieplnych, a największe z nich to: Berezowska (900 MW), Łukomlska (2400), Nowopołocka. Liczne elektrownie opalane przeważnie gazem.

### Handel i usługi
Handel i usługi na Białorusi są jedynym sektorem, w którym przeważa własność prywatna (81,9%). Własność państwową stanowi tu tylko 15,8%, a własność inwestorów zagranicznych 2,3%. Ponad połowa podmiotów handlowych i usługowych na Białorusi zlokalizowana jest w stolicy kraju, Mińsku. Obroty handlu detalicznego w 2007 roku osiągnęły wartość 38,16 mld BYR i były wyższe o około 22% niż w roku poprzednim. Na koniec 2007 roku działało 36,1 tys. punktów handlu detalicznego. Łączna wartość usług w 2007 roku wyniosła blisko 9988,2 mld BYR.

### Transport
Białoruś leży na skrzyżowaniu szlaków transportowych (drogowych, kolejowych i rurociągów gazowych i naftowych) wschód-zachód (prowadzących z krajów Europy Zachodniej i Środkowej przez Rosję do Azji) i północ-południe. Przez terytorium tego kraju transportuje się około 80% obrotu towarowego pomiędzy Europą a Rosją.
Transport jest dobrze rozwinięty, największą rolę odgrywa transport kolejowy (5,5 tys. km linii kolejowych), gł. linia kolejowa Brześć – Mińsk – Orsza, fragment magistrali Berlin – Warszawa – Moskwa, oraz samochodowy (52 tys. km dróg, w tym 36,5 tys. asfaltowych).
Liczne żeglowne rzeki (największe Dniepr, Prypeć, Niemen, Dźwina Zachodnia) oraz kanał rzeczny Dniepr–Bug.
Międzynarodowy port lotniczy w Mińsku. Rozwinięty jest transport rurociągowy (2906,1 km) przesyłający ropę naftową i gaz ziemny, m.in. do Polski, Niemiec, Czech i Słowacji.

### Turystyka

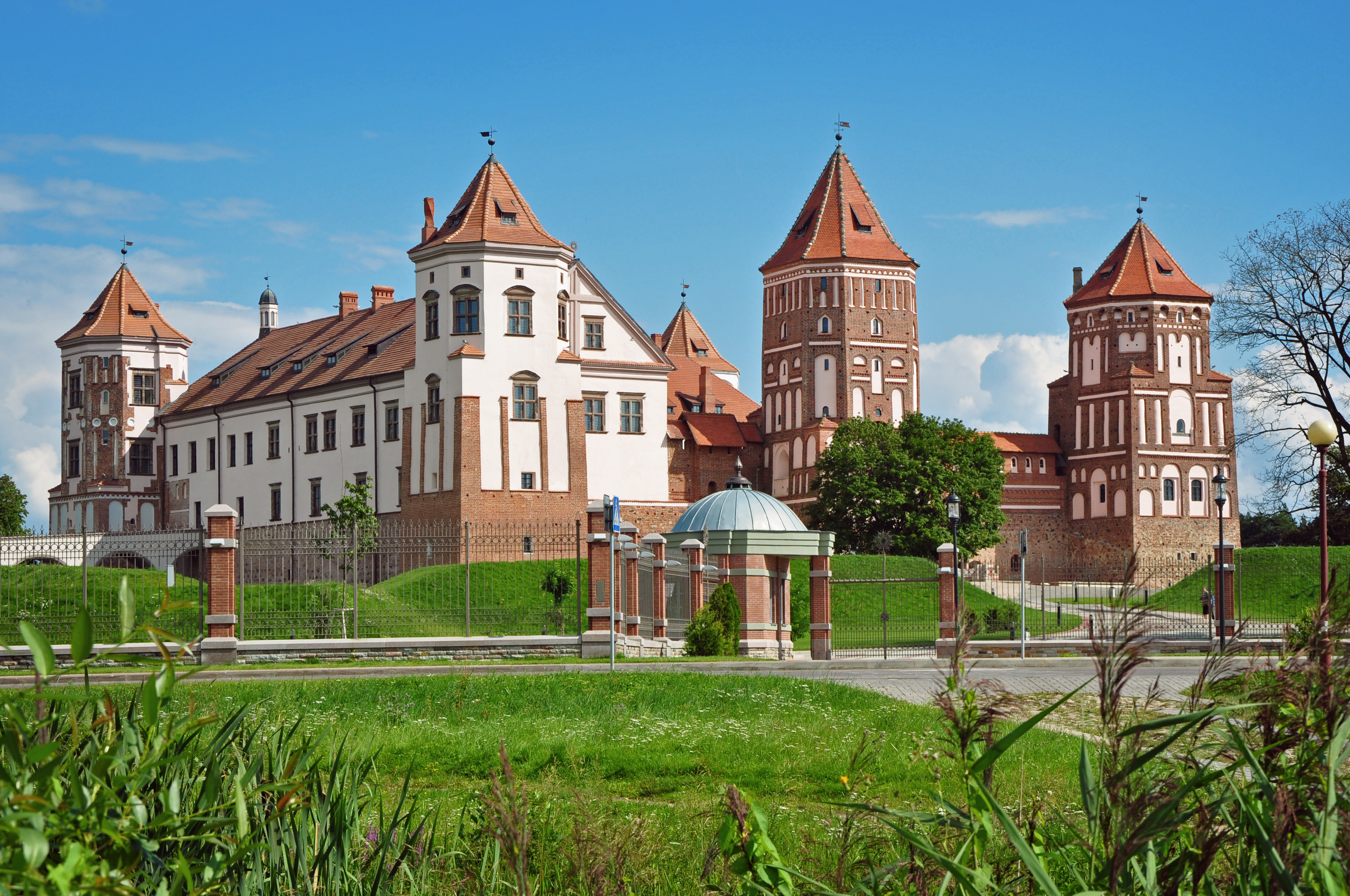
Zamek w Mirze, jeden z obiektów wpisanych na Listę Światowego Dziedzictwa UNESCO

W 2013 roku kraj ten odwiedziło 137 tys. turystów (15,2% więcej niż w roku poprzednim), generując przy tym przychody na poziomie 722 mln dolarów. Najwięcej turystów przyjeżdża z Rosji, Polski, Litwy i Ukrainy.
Białoruś posiada cztery obiekty wpisane na Listę Światowego Dziedzictwa UNESCO:
- Południk Struvego (wraz z 9 krajami)
- Puszcza Białowieska (wraz z Polską)
- Zamek w Mirze
- Zamek w Nieświeżu

### Emisja gazów cieplarnianych
Emisja równoważnika dwutlenku węgla z Białoruskiej SRR wyniosła w 1990 roku 162,88 Mt, z czego 109,016 Mt stanowił dwutlenek węgla. Zauważalny był wówczas udział emisji innych gazów cieplarnianych – zwłaszcza metan i w mniejszym stopniu podtlenku azotu. W przeliczeniu na mieszkańca emisja wyniosła wówczas 10,67 t dwutlenku węgla, a w przeliczeniu na 1000 dolarów PKB 1279 kg. Głównym źródłem emisji była wówczas energetyka i ta sytuacja nie uległa zmianie. Na przestrzeni lat najmniej zmiennym sektorem pod względem emisji dwutlenku węgla jest transport. Do połowy lat 90. XX wieku emisja dwutlenku węgla wyraźnie spadała, a od tego czasu ulega nieznacznym wahaniom. Jednocześnie emisje metanu i podtlenku azotu nieco rosły, co szczególnie wyraźne było około roku 2010, kiedy poziom emisji dwutlenku węgla był prawie dwukrotnie niższy niż tuż przed rozpadem ZSRR, ale całkowita emisja gazów cieplarnianych prawie wróciła do tamtego poziomu. W 2018 emisja dwutlenku węgla pochodzenia kopalnego wyniosła 64,263 Mt, a w przeliczeniu na mieszkańca 6,799 t i w przeliczeniu na 1000 dolarów PKB 382 kg.

### Białoruś w rankingach

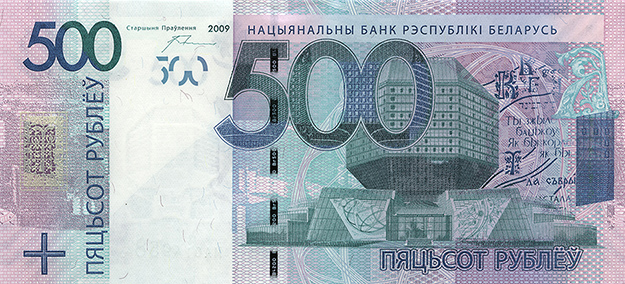
500 rubli białoruskich

- Wskaźnik rozwoju społecznego 2010, stosowany przez ONZ-owski Program Narodów Zjednoczonych ds. Rozwoju (United Nations Development Programme, UNDP): Białoruś jest zaliczana do najwyższej kategorii krajów rozwijających się, ma wartość wskaźnika 0,732 (wzrost o 0,003) i 61. miejsce na 169[36].
- Wskaźnik jakości życia 2010: 109. miejsce na 194[37].
- Wskaźnik wolności gospodarczej 2010: w dorocznym raporcie amerykańskiej Heritage Foundation z 2010 (przygotowanym przy współudziale „Wall Street Journal”), Białoruś została zakwalifikowana do grupy państw o „represjonowanej gospodarce” i zajęła 155. miejsce (na 183), za Togo i Malediwami, tuż przed Lesotho i Gwineą Równikową[38].
- Wskaźnik percepcji korupcji 2010, opublikowany przez Transparency International, przyznaje Białorusi 2,5 pkt. w 10 stopniowej skali. Daje to Białorusi 127. miejsce na 178 krajów. Kwalifikuje to Białoruś do krajów wysoce skorumpowanych[39].
- Współczynnik Giniego wyniósł (w 2016 roku) 27, co świadczy o niskich nierównościach majątkowych[40].

## Kultura
Media są w większości upaństwowione i propagują kulturę zgodną z linią rządu. Władze zamknęły Uniwersytet Humanistyczny oraz inne szkoły, gdzie językiem wykładowym był białoruski. Organizacje niezależne najprężniej działają w Polsce. W Białymstoku znajduje się rozgłośnia radiowa, która nadaje audycje dostępne na Białorusi. Nieopodal (w Gródku) co roku z inicjatywy Białoruskiego Zrzeszenia Studentów na uroczysku Boryk odbywa się Festiwal Muzyki Młodej Białorusi „Basowiszcza”.
Jednymi z twórców muzyki białoruskiej są zespoły N.R.M., Gods Tower, Rasta, St.Mir, Indiga, Sciana, :B:N:, Krama, žygimont VAZA, ULIS, Zet, Naviband, IQ48, Neuro Dubel oraz muzyk Dzmitryj Wajciuszkiewicz.

### Literatura

Biblioteka Narodowa Białorusi, 2014.

Starobiałoruska literatura zaczęła się rozwijać już w XI w., głównie w dziełach religijnych. W XVI w. Franciszek Skaryna przetłumaczył Biblię na język starobiałoruski. Okres nowożytnej literatury białoruskiej zaczął kształtować się dopiero pod koniec XIX w., a ważnym pisarzem tego okresu był Janka Kupała. Jedną z najstarszych białoruskich gazet jest Nasza Niwa, która została po raz pierwszy opublikowana w Wilnie w 1906 roku. Po tym jak Białoruś została włączona do Związku Radzieckiego, rząd radziecki przejął kontrolę nad kulturą. Wolny rozwój literatury następował jedynie na terytorium Polski, aż do okupacji sowieckiej w 1939 roku. Ostatnie poważne ożywienie białoruskiej literatury nastąpiło w 1960 z powieści opublikowanych przez Wasyla Bykaua i Uładzimira Karatkiewicza.

### Stroje ludowe
Tradycyjny strój białoruski pochodzi z Rusi kijowskiej. Ze względu na zimny klimat, ubrania uszyte są zazwyczaj z lnu lub wełny. Zostały tak zaprojektowane, aby utrzymać ciepło ciała. Zdobione są motywami ludowymi, kształtującymi się często pod wpływem sąsiednich kultur: polskiej, litewskiej, łotewskiej, rosyjskiej i innych europejskich. Każdy region Białorusi stworzył własne style. Symbol używany na pierwszych białoruskich strojach zdobi białoruską flagę, przyjętą w referendum w 1995 roku.

### Kuchnia
Tradycyjna kuchnia białoruska charakteryzuje się różnorodnością potraw ziemniaczanych (np. babka ziemniaczana, kiszka ziemniaczana, draniki) i mącznych (bliny, kołduny, kluski, łazanki). Pieczeń z dużego kawałka chudego mięsa jest uważana za narodowy przysmak. Od wieków smaku i zapachu tradycyjnym potrawom dodają owoce runa leśnego i grzyby, cebula i czosnek, oraz zielony koperek i pietruszka. Na Białorusi je się głównie kwaśny chleb żytni. Naleśniki, nazywane w języku białoruskim blinami, macza się tradycyjnie w gęstym sosie z kawałkami mięsa o nazwie maczanka. Żur, krupnik, chłodnik i barszcz, to zupy obecne w tradycyjnym jadłospisie. Już przodkowie Białorusinów popijali jedzenie kwasem chlebowym i sokiem brzozowym lub klonowym. Na deser podawano kułagę, syrniki lub świeże owoce. Narodowa kuchnia Białorusinów ma regionalne, lokalne, a nawet rodzinne odmiany. Jest przy tym podobna do kuchni sąsiednich narodów. Zarazem elementy tradycyjnej kuchni białoruskiej przeniknęły do kuchni sąsiadów.
Współczesna kuchnia białoruska w dalszym ciągu opiera się na kuchni tradycyjnej, lecz ulega przeobrażeniom pod wpływem kontaktów z kuchniami innych narodów oraz w związku z dostępnością na rynku produktów spożywczych i przypraw z całego świata. W restauracjach obok dań białoruskich, rosyjskich i radzieckich można też coraz częściej spotkać dania włoskie, chińskie i japońskie.